# Герцеговино-Неретвенский кантон
Герцеговино-Неретвенский кантон (босн. Hercegovačko-neretvanski kanton, хорв. Hercegovačko-neretvanska županija, серб. Херцеговачко-неретвански кантон) — административно-территориальная единица Боснии и Герцеговины. Является единственным кантоном, имеющим выход к Адриатическому морю. Административный центр — Мостар.

## География
Кантон находится в пределах Динарского нагорья. Включает долину реки Неретвы и центральную часть Герцеговины, и состоит из девяти общин: Коньиц, Мостар, Неум, Прозор-Рама, Равно, Столац, Чаплина, Читлук и Ябланица. Протяжённость береговой линии вдоль Адриатики составляет всего 21 км.

## Население
В отличие от других кантонов Федерации Боснии и Герцеговины, в которых либо боснийцы, либо хорваты составляют большинство населения, в населении Герцеговино-Неретвенского кантона нет явно преобладающей нации.